# St. Hedwig (Reimswaldau)

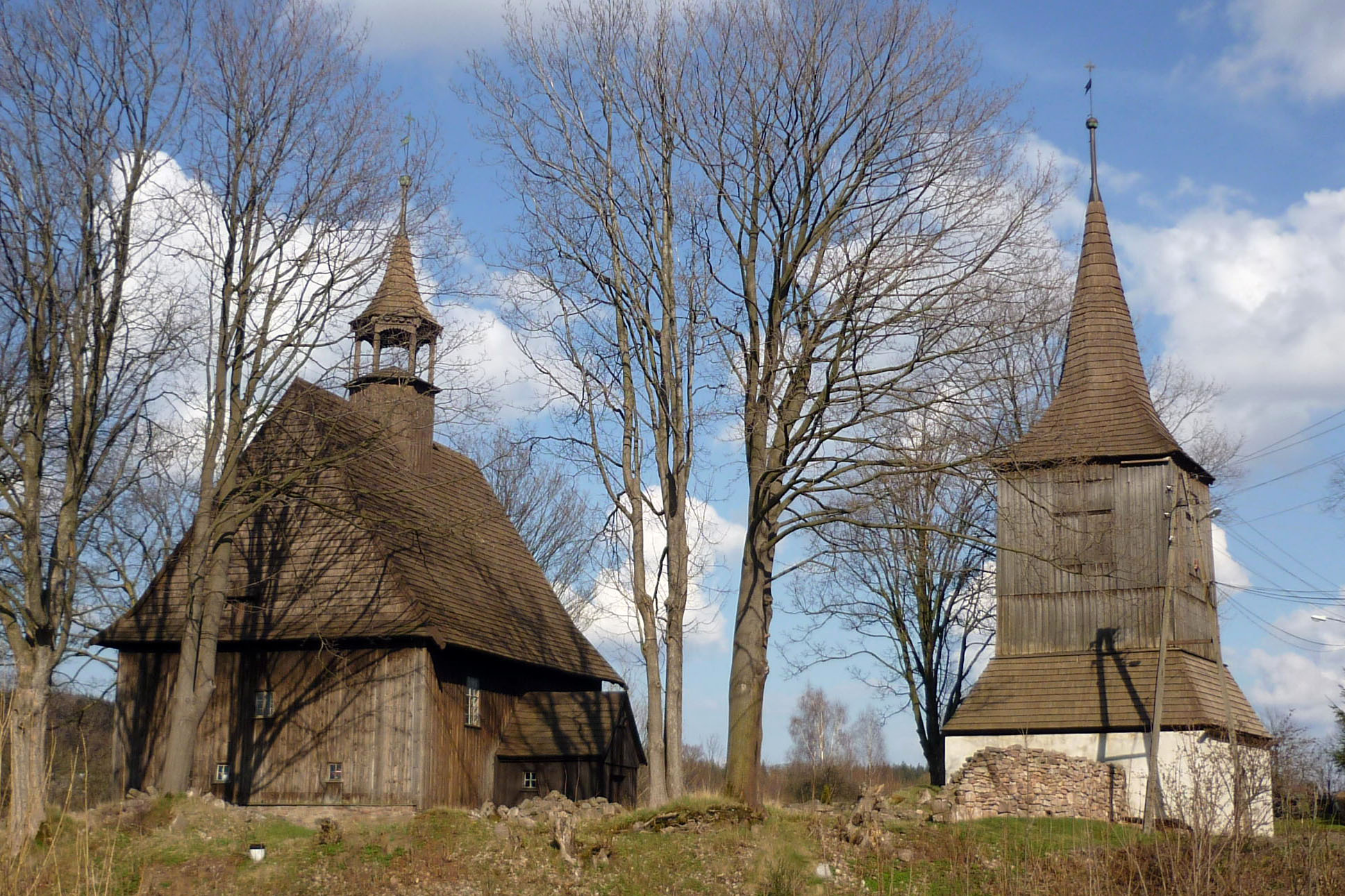
Kirche St. Hedwig in Reimswaldau, rechts der Glockenturm

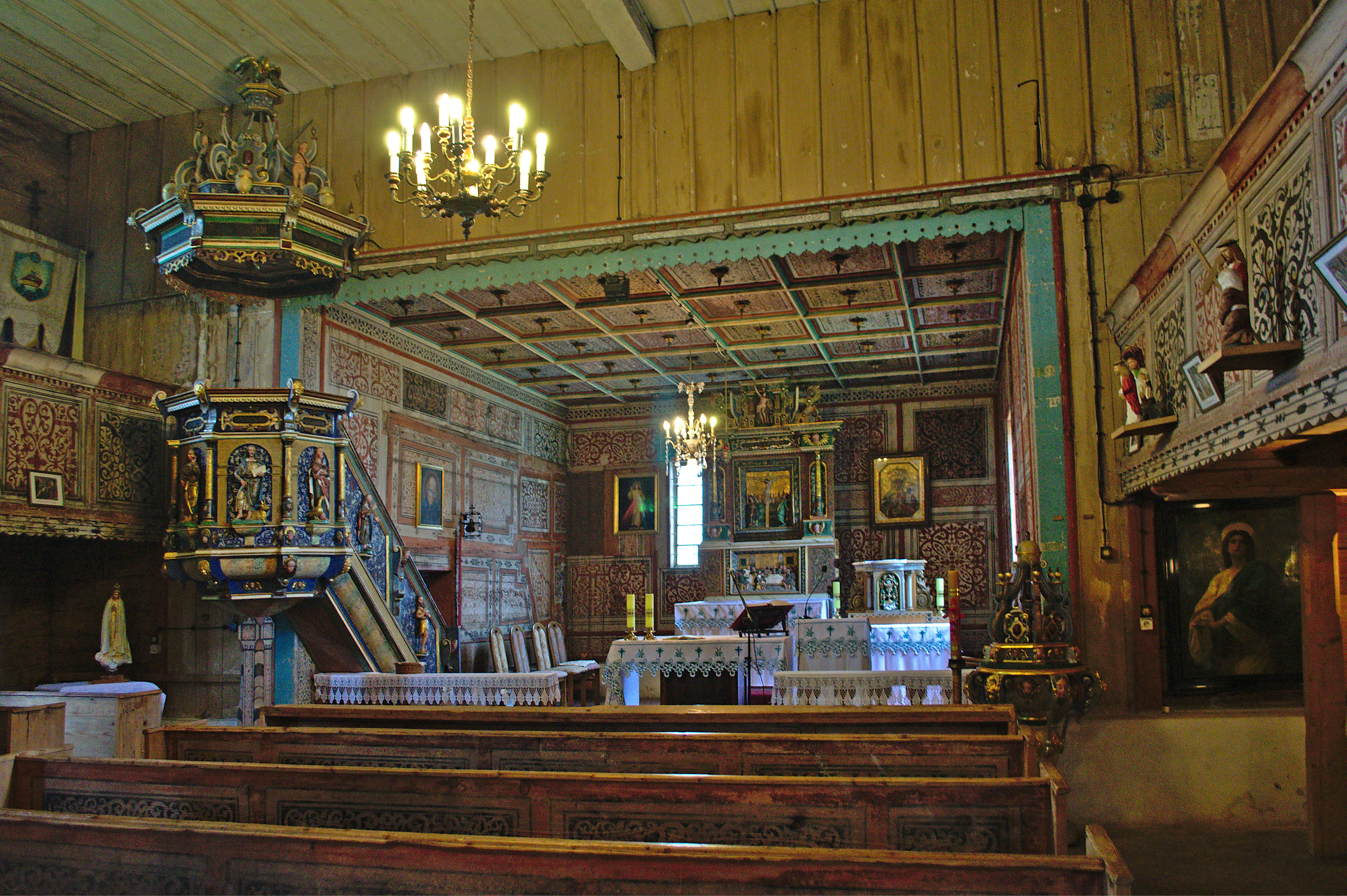
Innenansicht

Die Kirche St. Hedwig in Reimswaldau, heute das polnische Dorf Rybnica Leśna im Powiat Wałbrzyski in der Woiwodschaft Niederschlesien, wurde Anfang des 17. Jahrhunderts als evangelische Kirche errichtet und 1654 den Katholiken zugewiesen. Die der heiligen Hedwig geweihte Schrotholzkirche ist ein geschütztes Kulturdenkmal.

## Beschreibung
Die Kirche verfügt über eine flache Holzdecke, wobei die Kassetten im Chor mit Rosetten und Schablonenmalerei verziert sind. Die Balustraden der umlaufenden Emporen sind ebenfalls bemalt. 
Der Hauptaltar von 1611 enthält Flachreliefs einer Kreuzigungsgruppe und des Letzten Abendmahls, im Altarauszug befindet sich eine Figur des Auferstandenen. 
Die Kanzel ist mit den Figuren der vier Evangelisten, dem Salvator Mundi und dem heiligen Johannes geschmückt. Auf dem Schalldeckel ist ein Pelikan dargestellt. 
Das Taufbecken und die Holzbänke stammen ebenfalls aus dem Anfang des 17. Jahrhunderts.